# 聖基爾達群島
聖基爾達群島（英語：St. Kilda）位於蘇格蘭外赫布里底群島最西端，距北尤伊斯特島（North Uist）西北64公里，是大西洋北部的群島。最大島嶼是赫达島（Hirta)，其海上懸崖是全英國最高的。
聖基爾達島曾有2000人口，但1930年起已是無人居住。該年，最後僅餘的36人向政府請願遷村，於8月29日搭船遷往蘇格蘭本土（現只有軍隊駐守）。聖基爾達島於1986年被聯合國教科文組織列入世界遺產，是英國唯一一個世界文化與自然雙重遺產。
"聖基爾達"的語源有多種說法。許多聖基爾達島的歷史遺跡有史前和歷史時期的建築特色，但它的書面記錄卻要追索至中世紀。
聖基爾達群島中的波雷島，海拔高度只有384公尺，但經常壟罩在雲霧裡，世界上最大的塘鵝群在此繁殖，2010年約有6萬對左右。以前聖基達爾島民為了維持在這個偏遠地方的生活，會赤腳攀爬這些危崖，抓取鳥與鳥蛋。
目前聖基爾達群島由蘇格蘭國民信託管理。

## 語源

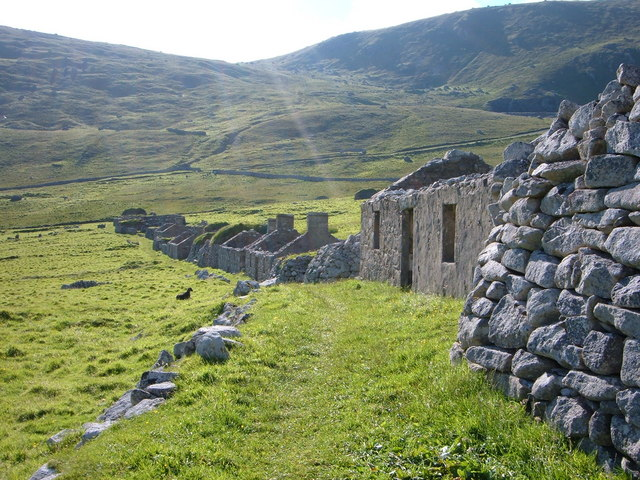
多年沒有維修的破屋

聖基爾達島的名稱原本沒有"聖"（St.）字，簡單叫作"基爾達島"，直至16世紀末才開始有人加個"聖"字，這引起多種語源推論，但未有一個經證實是對的。《Haswell-Smith》記載在1666年已有荷蘭地圖"聖基爾達島"稱呼該島，這可能源於挪威文“sunt kelda”（很好的甜水）。

## 地理和地質

### 地質構造
在聖基爾達島所在的海床，曾經有一座從海平下40米處隆起的環狀火山，現在火山的遺跡就是群島本身。聖基爾達島主要由三疊紀時期火成的花崗岩和輝長岩構成，再經過長年的風化作用變成今天的樣貌。

### 地理特點
聖基爾達島最大的島嶼是赫達島（Hirta），面積達到了670公頃，佔據群島總陸地面積的78%；其次是索艾島（Soay)，佔地99公頃；再次是波洛雷島（Boreray），佔地77公頃。索艾島在赫達島西北0.4公里處，波洛雷島則在赫達島西北的6.4公里處。較小的島嶼和海蝕柱包括了Stac an Armin、Stac Lee和Stac Levenish。赫達島東南處的敦恩島（Dùn）原本通過一道石拱和主島連接在一起。有人認為石拱是被一艘隸屬西班牙無敵艦隊的大帆船撞斷的。
赫达岛（也是整个群岛的）制高点是430公尺高的Conachair（意即灯塔）峰。岛上其他山峰高度的跨度从137公尺（Ruival）至361公尺（Oiseval）不等。波洛雷岛的制高点为384公尺，索艾岛的则为378公尺。Stac an Armin、Stac Lee两个海蚀柱分别高达196公尺和172公尺，为英国最高。Conachair北部有着英国最高的海崖，高达427公尺。
赫达岛南部的村落是整个群岛近代唯一有人常年定居的地点。赫达岛北部的Gleann Mòr以及波洛雷岛也曾经出现过定居点。
尽管聖基爾達島距離最近的島嶼有64公里遠，但在能見度高的情況下，從天空島的庫林丘陵山頂（約130公里遠）可以遠眺到群島。

聖基爾達群島地圖

## 氣候
和英國本島一樣，群島屬於溫帶海洋性氣候，年均降水達1400釐米，因而濕度較高。1月平均氣溫為5.6攝氏度，7月平均氣溫為11.8攝氏度。群島長年被南風和西南風吹襲，在冬季尤為強烈。風速在85%的時間維持在13公里每小時，剩餘15%的時間則能高達24公里每小時。在島上的峰頂曾錄得風速達185公里每小時的強風，在接近海平面的位置則錄得210公里每小時的強風。群島海域的平均浪高在2.9公尺以內，但也經常會出現5公尺高的浪。入浪高過大，登島會異常困難甚至變為不可能。由於海洋氣候的影響，島上的積雪每年只能持續10多天。

## 历史

### 史前
自青铜时代起至20世纪的两千多年间，圣基尔达岛上长期存在居民。最近的考古工作发现了一些赫布里底风格的陶器碎片，这显示了可能早在新石器时代就有人住在岛上。发现了Mullach Sgar的采石场后，考古学家又陆续在附近的村湾（Village Bay）的石屋遗址内发现了石犁、石磨和石刀等新石器时代的工具。

### 14至17世纪
最早关于圣基尔达群岛的成文历史来自于一位冰岛的神父在1202年在赫塔島上避風時写下的日志。当时他稱群島為赫塔群岛。神父的记录显示該岛上发现了一些胸针、一把铁剑和一些丹麦的硬币。群岛上的部分地名证实这里曾经一度有维京人的出现，但是目前已经找不到任何实证。14世纪晚期，苏格兰的编年史家约翰（John of Fordun）将圣基尔达岛称作伊尔特岛（insula de Irte），并且认为这个岛位于“世界的边缘”。而实际上，圣基尔达岛历史上属于麦克雷奥家族（MacLeods of Harris）的领地，它的岛民长期给该家族交租纳税。1549年，蒙洛（Donald Munro）登岛后对岛上的民风作了详尽的记述。他发现岛民都是头脑简单并且不信奉任何宗教的穷人。尽管麦克雷奥家族专程派人来为他们受洗，圣基尔达岛的与世隔绝令岛民的宗教更偏向于德鲁伊教而非基督教。麦考莱（Macauley）在1764年在记录提及了岛上存在的5处德鲁伊教的神坛。
1615年，科伦塞岛的麦克唐纳（Coll MacDonald）袭击了圣基尔达岛并掠走了30头羊和大量的大麦。1697年时，岛上的人口达到了180人。后来，麦克雷奥家族派人登岛收税时都会带着60人左右的随访团。这些人都是附近岛上的身体孱弱的居民，他们来圣基尔达岛主要是为了疗养。

### 18世紀
霍亂和天花在18世紀被訪問的船隻帶到了群島上。1727年，疾病奪去了許多人的性命，導致只有極少數的人留在了島上。有一批從哈里斯島來的移民填補了人口的空缺。1758年，島上的人口恢復到了88人，在18世紀末時則接近100人。
1746年卡洛登戰役後，據稱王子查尔斯·爱德华·斯图亚特和一些詹姆斯黨人流亡到了島上。後來英軍為此組織了一次遠征，並很快在赫達島登陸。但他們只在島上發現了空無一人的村落，因為島民們害怕海盜而躲進了山洞裡居住。在軍隊勸說他們回村後，士兵們發現這些居民甚至都沒有聽說過王子或者當時的國王喬治二世。1734年至1740年間，赫達島上曾經居住著一位格朗日夫人(Lady Grange)，她原本是格朗日公爵額爾斯金（James Erskine）的妻子。擁護詹姆斯黨的公爵覺得妻子有可能會偷聽到自己的計謀，便將她軟禁在島上。格朗日夫人對聖基爾達島的环境感到非常厌恶，她形容赫达岛是一个极度肮脏且恶臭的小岛。在对格朗日夫人的营救企图失败后，格朗日公爵下令将她转移到了天空岛（她最终在那里去世）。直到今日，她的故居仍然伫立在赫达岛的一片草地上。
1799年，來自愛丁堡的學者布魯葛姆訪問了群島。他在紀錄中提到了島上難以忍受的惡臭。

### 19世紀和20世纪初
1822年，麥克唐納牧師（Rev. John MacDonald）抵達了赫達島進行傳教。在他登島後的前11天內，麥克唐納一共作了13次佈道。之後，他經常回訪群島，並且為島民們籌集資金。雖然麥克唐納私下對島民們匱乏的宗教知識感到震驚，但他仍然受到了他們熱情的款待。1830年，他完成了在聖基爾達最後的一次佈道。他的替任者是蘇格蘭教會的常任事工麥肯齊牧師（Rev. Neil Mackenzie）。麥肯齊在同年的7月3日到達聖基爾達島。在他任內，他重新規劃了島上的農業，並重建了村落、新建了教堂和牧師住宅。在一個教育組織的幫助下，麥肯齊和妻子將正規教育引入島上。新設立的日間學校教授閱讀、寫作和算數，而主日學校則提供宗教學習。1844年，麥肯齊離開了聖基爾達島。直到1865年，當新上任的麥凱牧師（Rev. John Mackay）來到島上時，他察覺到島民們並沒有強烈的宗教情感。儘管島民們愛戴的麥肯齊牧師屬於蘇格蘭教會，但他們很快就轉向了麥凱牧師所屬的自由教會。對此，麥凱牧師要求居民們在每周日必須參加2-3小時的禮拜。孩童或者老嫗若是在教堂內發出噪聲的話，便會被要求接受訓誡。兒童被禁止參與任何遊戲，而且牧師規定他們必須隨身攜帶《聖經》。島上曾經出現過一次食物短缺，一艘運送糧食的救援船在週六抵達，但牧師拒絕了當日卸貨的請求，反而要求居民們準備週日的禮拜，導致貨船直到週一才能將貨物卸下。這種強制性的宗教活動嚴重干擾了島民們的正常生活，但麥凱牧師仍在島上工作了24年。
1851年，36個島民搭乘普里西拉（Priscilla）號前往了澳洲。因為蘇格蘭教會內部的動盪，赫達島的牧師在幾年前關閉了教堂，這被認為是導致這些人移民的原因之一。此次大規模外遷也對聖基爾達島的人口造成無法挽回的損失。
1860年代，人们曾经试图用炸药炸开岩石来扩展登陆点，但是以失败告终。1877年建成的一座小码头也在两年后的一次风暴中被吹垮。1883年，负责调查苏格兰高地和离岛佃户和农民生活情况的纳庇尔委员会（Napier Commission）提议重修一个码头，但是一直未能成行。
19世紀出現了往返群岛的蒸汽轮船航线，這樣岛民可以将岛上出产的羊毛和鸟蛋贩卖到其他地方。隨著航線的開闢，大量旅客也來到群島參觀。對於島民，大多數旅客都是抱著好奇的心態。然而，一些英國本島上的疾病也被帶到了聖基爾達群島，例如曾一度導致嬰兒死亡率高企的小兒破傷風（雖然在助產方式改進後被基本被消滅）。1875年曾有計劃將島民重置到蘇格蘭本島，但未能成行。1880年代起，在北大西洋捕魚的拖網漁船經常會停靠聖基爾達群島，這給當地帶來了額外的貿易收入。1898年和1899年，希思科特（Norman Heathcote）访问了圣基尔达群岛并写了一本书记录他的行程。
直到19世紀末期，聖基爾達島和本土的之間的通訊仍保持在原始狀態。島民通常只能在赫達島的最高峰上點燃篝火進行通訊。在外赫布里底的一些島嶼上，在天氣較好的時候可以看到信號。還有一種奇特的方式是利用“聖基爾達郵船”。那是一種木製的小船，船身拴著一個羊皮氣囊作為浮標，船內部有裝著信息的玻璃瓶或者鋁罐。島民們會在刮西北風時郵船放出，大約有2/3的信息能夠成功抵達蘇格蘭西海岸或者挪威。這個裝置是桑德斯（John Sands）的發明。他在1877年在聖基爾達島上遇到了9名因為船難爾滯留的奧地利船員，當這些人的物資快要耗盡時，桑德斯將求救信號放在一個救生圈內並拋入海中。9天後，人們在奧克尼群島發現了這個浮標，並且派出了救援隊。
到了20世紀初，島上才陸續出現了正規學校。1901年，苏格兰政府组织的人口稠密地区委员会（Congested Districts Board）向圣基尔达岛派遣了一位工程师帮助修建新的码头。 1906年，一座教堂被擴展成校舍。島民的孩子除了學習蘇格蘭蓋爾語之外還得學習英文。1913年島上爆發了流感。儘管食物偶爾會短缺，聖基爾達群島但人口始終維持在75到80之間。

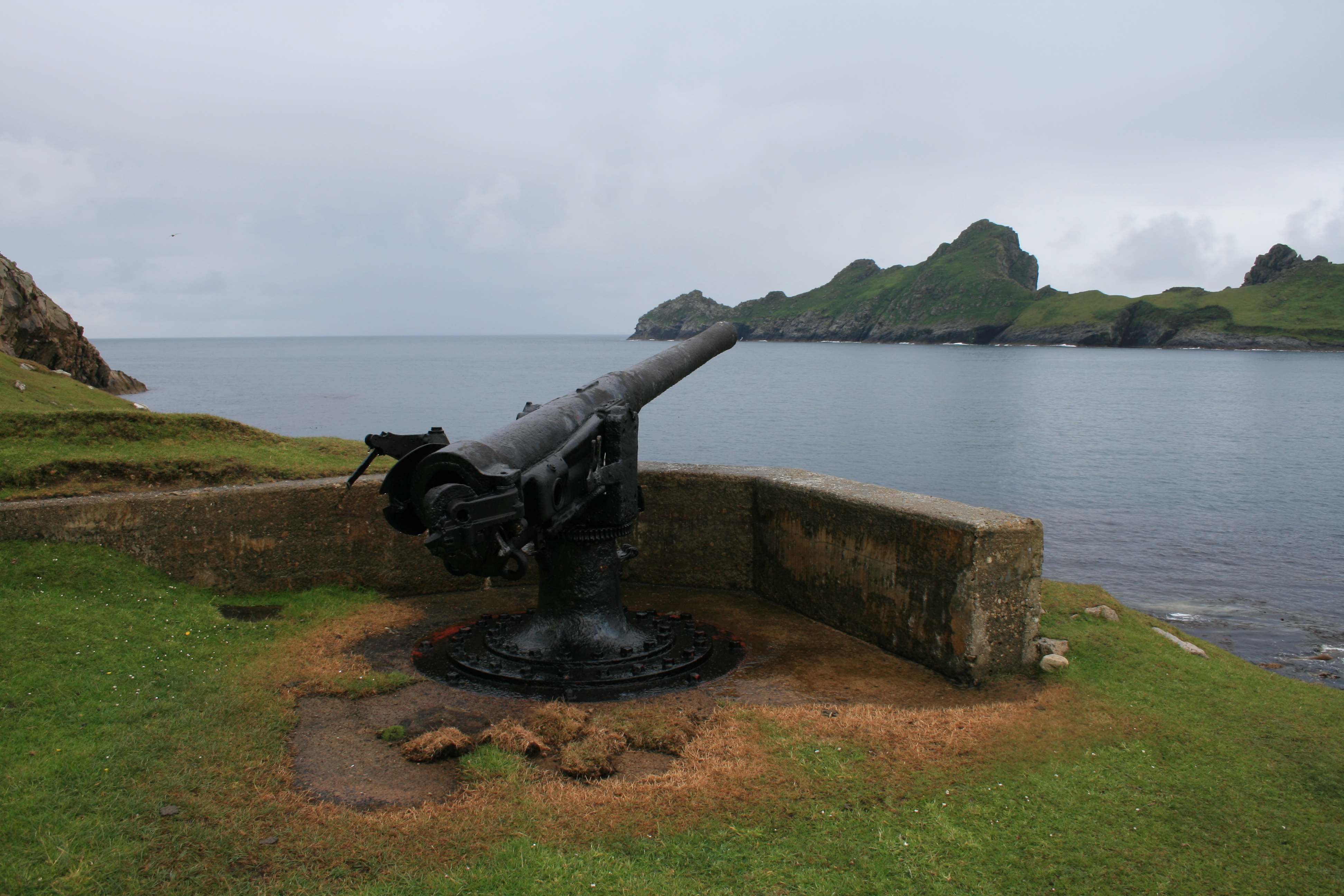
一战时期安装的马克3型岸防炮

### 第一次世界大戰
皇家海軍在一戰早期在赫塔島上安裝了信號站，令赫塔島首次能與英國本土建立通訊。1918年5月15日早晨，德國海軍潛艇抵達村灣附近，在發出警告後對赫塔島進行了砲擊。一共有72發砲彈落在了島上，在砲擊中信號站被摧毀。島上的教堂、牧師住宅和碼頭倉庫等建築損毀，但未造成人員傷亡。目擊者回憶指出德軍並沒有對準島上的民居，而僅以海軍設施為目標。這次襲擊造成了一頭羊的死亡。
砲擊過後，皇家海軍在島上的一個海角上安裝了一門4英吋馬克3型速射炮，但直到戰爭結束都沒有使用過。

### 遷置居民
第一次世界大戰給與世隔絕的聖基爾達群島帶來了從未有過的變化。雖然19世紀日漸頻繁的旅遊和貿易已改變了島民的生活傳統，但是戰爭完全打亂了他們的節奏。
戰後，大部分的年輕人都離開了聖基爾達群島。1920年至1928年，人口從73人驟降至37人。20年代整個群島反覆出現糧食欠收的問題。阿伯丁大學對島上的種植糧食的泥土進行了研究後發現其中含有超標的鉛，而这些鉛的源頭是用海鸟尸体和泥煤制作的化肥。
1928年，島上的護士巴克萊（Williamina Barclay）在觀察了聖基爾達群島上的情況後遂向蘇格蘭衛生部報告，她成功說服了島民接受了遷置計劃。巴克萊還幫助居民向蘇格蘭政府發出請願書，要求為遷移和重置作出協助。1930年一月，一個年輕的女人吉爾萊斯（Mary Gillies）突發急病，在轉移到蘇格蘭本島治療後宣告不治。多年以來大家都以為她死於闌尾炎，但是1991年死者的兒子發現她真正的死因是肺炎。吉爾萊斯的去世是導致當局決定遷置聖基爾達群島居民的最後一個事件。1930年6月，巴克萊正式被政府任命為負責遷置工作的代表。在居民遷移前，島上所有的牲畜全部由一艘觀光船運到本島銷售。一些狗隻因為無法運上船而被溺斃在海裏。同年8月29日，剩餘的36名島民搭船前往蘇格蘭本島的莫爾文（Morvern）。
最後一名聖基爾達島原居民約翰森（Rachel Johnson）已與2016年4月去世，她離開聖基爾達島時年僅8歲。
1931年，聖基爾達群島的領主麥克里奧爵士（Sir Reginald MacLeod）將島嶼售予鄧弗萊公爵（Lord Dumfries）。

### 第二次世界大战
二战期间圣基尔达群岛并未经历过军事行动，但有三架军机坠毁在群岛上。首架军机在1943年6月3日晚间或4日清晨坠毁，机型为英俊战士。坠机地点在赫达岛北一座山峰峰顶100公尺远处。第二架坠毁的军机是桑德兰水上飞机 ，失事时间在1944年6月7日午夜，即诺曼底登陆的次日。坠机位置大约在赫达岛西北一处峡谷。赫达岛上唯一的教堂内部有一块纪念逝者的铭牌。第三架军机在索艾岛海岸坠毁，只能通过残骸判断出是一家威灵顿轰炸机。由于没有确切记录，坠机时间较为模糊，一般被判定为1942年或1943年。1978年的一次官方调查亦无法查清飞机身份。由于在失事现场发现了一枚皇家加拿大空军的帽徽，所以这家飞机有可能是1942年9月28日失踪的HX448號訓練機。亦有假設認為這架飛機是1943年2月23日失蹤的LA995號，隸屬303作訓隊。

### 軍事用途
1955年，英國政府決定將聖基爾達群島及海域納入一個導彈試驗場的範圍。1957年，隨著軍事人員的入駐，赫達島再度迎來了長期居民。島上興建了一些軍事建築，甚至還包括了餐廳和小旅館。 2009年，英國國防部曾考慮關閉導彈基地。現時，大部分軍事人員已經撤出基地，只有少量與國防部簽訂合同的軍事企業QinetiQ的員工住在島上，並且每月輪班。
在2015年，聖基爾達群島曾臨時完成過一次疏散行動，當時是為了應對惡劣天氣。至2018年，國防部正醞釀計劃對赫達島的基地進行改造。現時，島上的長住人口在20至70人之間波動。除了軍事相關人員外，還有蘇格蘭國民信託（群島實際擁有者）的僱員和一些從事研究的科學家。
值得注意的是，英國國防部需要向蘇格蘭國民信託支付租賃聖基爾達群島的費用。

## 建築與遺跡

### 史前遺跡

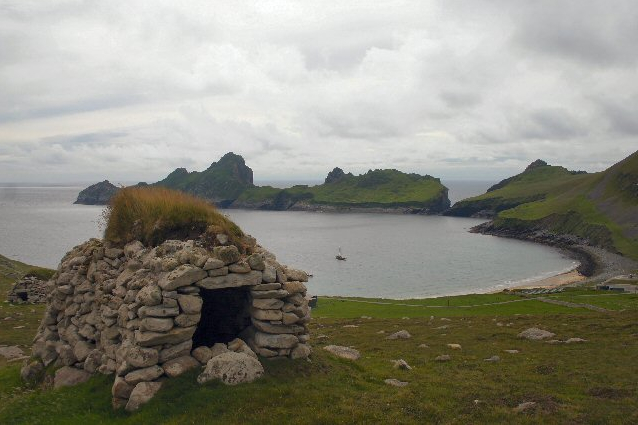
村灣的一處石棚（遠處右側為敦恩島）

聖基爾達群島擁有為數眾多的史前遺跡（已經被聯合國教科文組織評為世界文化遺產）。這些遺跡在今天而言仍然是一個謎團。例如，在赫達島南部有一些巨大的羊圈，其中出土了獨特的船型的石制圓環。文物周圍的土層樣本測年現時這些圓環在西元前1850年便存在了，但別的地方從未出現過類似的物品，因而也不清楚它們具體的作用。在島的北部，有20個建築遺跡。據推測它們曾經應該是一些帶有中庭和前庭的建築。這些建築的中庭的尺寸為3乘3公尺，帶有2個或更多的小房間，以及一個由兩道弧形牆壁圍成的前庭。與石環類似，這些構造的建築也從未在歐洲其他地方出現過。在這些建築附近是Taigh na Banaghaisgeich，即所謂的野人房。據稱這是聖基爾達島上流傳神話中女武士的家。類似的故事在群島東面的外赫布里底島也有類似的版本。但是，這個遺跡從結構上看和那些未知功能的建築相差不遠。
聖基爾達島還以數千個石棚（cleitean）而聞名。對於這些建築，人們知曉的更多。石棚由大塊的圓石堆成，呈穹頂形，頂部有防雨的草皮覆蓋。它們可以用來貯存泥煤、漁網和糧食等物品，也可以在冬天為羊群提供避寒的空間。雖然人們並不清楚這些石建築的起源，但至少可以肯定的是，從沒有文字記載的史前一直到1930年代，島上的人一直都在使用這些石棚。現時，僅在赫達島上就有超過1200個石棚，在附近島嶼上還有170個。其中，赫達島上的第16號石棚的前牆內嵌有一個石制十字架，可以追溯到西元7世紀。

### 中世紀村落
在距赫達島南部海岸線0.4公里處，有一個中世紀村落的遺跡。其中最老的建築是一條帶兩座耳室的地下甬道，其歷史可以追溯到西元前500年至西元300年間。人們曾一度認為那是一個屋子的遺跡，但最近的理論則認為是冰屋。村落裡大約有20到30間屋子，大多數都是赫布里底風格的黑屋（blackhouse）。一些更舊的建築則使用了枕梁，而且屋頂是和石棚類似的草皮而非更常見的茅草。

### 19世紀建築
德文郡的國會議員阿克蘭爵士（Sir Thomas Dyke Ackland）在19世紀拜訪了聖赫爾達群島並對當地的原始程度感到震驚，為此他專門撥款給島民修建了一個新的村落。1834年，島民從中世紀的村落中搬到了700公尺外的新房內。人們還專門修建了一道短牆將舊村落和外圍分割開來，以防止牛羊進入農地。這些新式建築都是幹石築成，牆體非常厚。它們通常只有一個小窗和一個出煙口。1862年，島上新修了一些鋅皮屋頂的小屋。

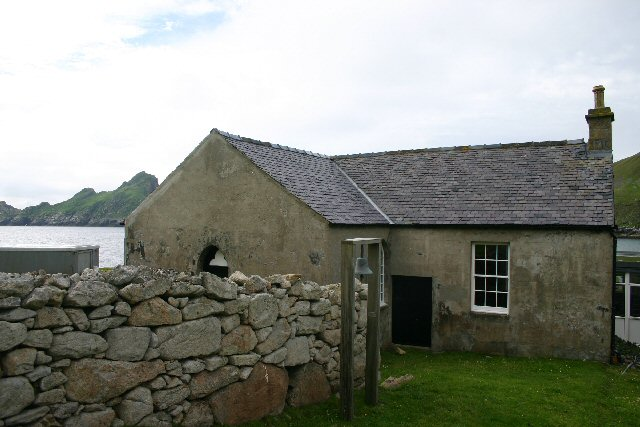
岛上的教堂和小学校

## 动植物

### 野生动物
聖基爾達島是英國最重要的海鳥繁育地之一。群島擁有全球24%的北方塘鵝（約3萬隻）、歐洲90%的白腰叉尾海燕（約4萬9000對）、英國30%的北極海鸚（13萬6000對）以及英國13%的管鼻獲（6萬7000對）。群島中的敦恩島（Dùn）是全英國最大的管鼻獲棲息地。在1840年7月，英國最後一次出現的大海雀就是在群島北部的Stac an Armin被獵殺的。2007年，群島上的白腰叉尾海燕的數量出現了下降。在環境學家對此現象進行研究之後，發現當地的大賊鷗會在夜間捕食這些海燕，這種獨特的行為引起了關注。
群島的地理位置導致當地的生態多樣性相對匱乏。島上種類最多的動物是蠅類，其次則是甲殼蟲，種類分別達到了200種和140種。因為島上沒有蜜蜂，所以植物的授粉通常是由蠅類完成的。敦恩島上擁有一種罕見的象鼻蟲，學名Ceutorhynchus insularis。聖基爾達只有不到一百種蝴蝶和飛蛾，相比外赫布里底群島的367種而言數量少了很多。小紅蛺蝶和優紅蛺蝶這兩種遷徙類蝴蝶是群島最常見的蝴蝶品種。

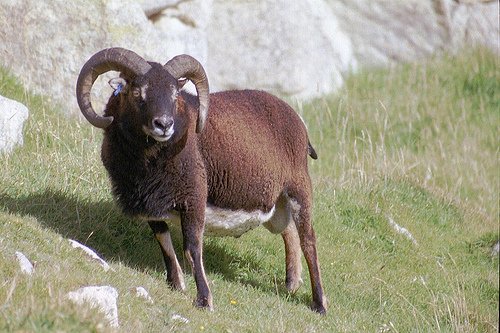
索艾羊

### 羊群
聖基爾達島上生活著獨特的索艾羊。索艾羊最早是無人居住的索艾島上的野生動物。值得注意的是，這些羊的所有者並非群島的居民，而是住在本土的領主。人們認為索艾羊是新石器時代歐洲首批馴化的羊種的後代。這些羊體態較小、尾短、通身棕色，它們有著白色的腹部並且天然會脫毛。現時，索艾島上仍有200只左右的索艾羊。在1930年代安置群島的居民時，一批索艾羊被引進了赫達島，現在島上的羊隻數量達到了600至1700隻。因為索艾羊獨特的體貌特徵和耐極端天氣的特性，少數羊隻被出口到世界其他地方配種。在群島生活的索艾羊以車前屬草為主要食物。
在仍有居民居住在群島上的時候，赫達島和波洛雷島（Boreray）上還曾經有多達2000隻蘇格蘭赫布里底羊。赫達島上的羊群在居民遷置後就全數被帶走了，但遺留在波洛雷島上的羊隻則逐漸演化成的一個新的品種，即波洛雷羊。由於未經歷基因干擾，波洛雷羊成為了罕見的赫布里底羊的直系後裔。

### 植被
圣基尔達的植被同時受到海浪、強風和酸性土壤的三重影響。島上有著130種開花植物、162種真菌和160種苔蘚，但卻沒有樹。在島上的194種地衣中，有幾個罕見的品種。

## 保育

### 管理機構
1956年8月14日，群島的領主比特侯爵（Marquess of Bute）在遺囑中將聖基爾達島託付給蘇格蘭國民信託，假設他們願意在6個月內接受這個遺贈。1957年1月，在多次思考後，信託的執委會決定接收群島。信託逐步在暑期利用志願者對赫達島的村落展開修復及保育工作，針對索艾羊的科研活動也隨之進行。

### 保护地位
1957年，聖基爾達島被劃位英國國家自然保護區。國際自然保護聯盟將群島列為2級保護地。1986年，蘇格蘭首个联合国教科文组织世界文化遗产就是圣基尔达岛。1986年，圣基尔达岛的文化遗产又进一步包括了附近的海域。2005年，群岛成为了世界文化遗产中少有的同时拥有自然和人文双重重要性的案例。与之相似的遗址还有秘鲁的马丘比丘和希腊的阿索斯山等著名景点。
目前，整个文化遗址的范围有2万4201.4公顷，其中陆地面积854.5公顷。保护区域的四极坐标分别为北纬57°54'36" / 西经08°42'、 北纬57°46'/ 西经08°42'、北纬57°46'/ 西经08°25'42"、北纬57°54'36"/ 西经08°25'42'。
圣基尔达岛同时也是英国的列級紀念物、具特殊科學價值地點、苏格兰的国家风景区、欧盟特殊保护区和特别保育区。游客若欲访岛需要向苏格兰国民信托提出申请。访岛的游艇可以停靠赫达岛南部的村湾。

## 紀念
圣基尔达岛被印在2009年克萊茲戴爾銀行發行的5英鎊鈔票背面，以及2020年克萊茲戴爾銀行發行的20英镑塑料钞票背面。